# 拉伊特图皮耶尔
拉伊特图皮耶尔（法語：Lahitte-Toupière，法語發音：[la.it tupjɛʁ]）是法国上比利牛斯省的一个市镇，属于塔布区。

## 地理
拉伊特图皮耶尔（43°27'21"N, 0°1'9"W）面积5.6 平方千米，位于法国奧克西塔尼大區上比利牛斯省，该省份为法国西南部内陆省份，北至热尔省，西接大西洋比利牛斯省，南与西班牙接壤，东临上加龙省。
与拉伊特图皮耶尔接壤的市镇（或旧市镇、城区）包括：松布兰、蒙科、蒙塞居尔、拉勒勒、莫布尔盖、维杜兹。

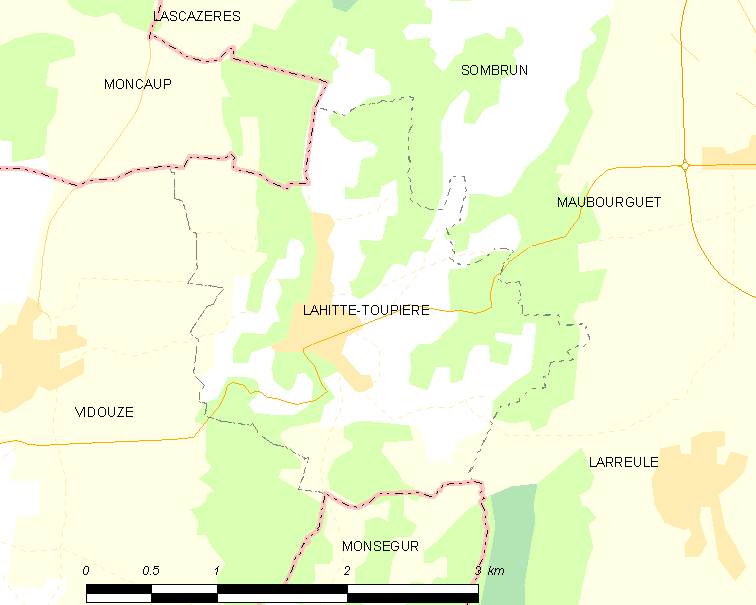
拉伊特图皮耶尔的OSM定位图

拉伊特图皮耶尔的时区为UTC+01:00、UTC+02:00（夏令时）。

## 行政
拉伊特图皮耶尔的邮政编码为65700，INSEE市镇编码为65248。

## 政治
拉伊特图皮耶尔所属的省级选区为阿杜尔河谷-吕斯唐-马迪拉奈县。

## 人口

1962-2008年间拉伊特图皮耶尔人口变化图示

拉伊特图皮耶尔于2022年1月1日时的人口数量为262人。